# Andre Retief
Andre Johannes Retief (* 13. August 2002) ist ein namibischer Sprinter und Hürdenläufer, der sich auf die 400-Meter-Distanz spezialisiert hat.

## Sportliche Laufbahn
Erste internationale Erfahrungen sammelte Andre Retief im Jahr 2022, als er bei den Afrikameisterschaften in Port Louis mit 48,38 s in der ersten Runde im 400-Meter-Lauf ausschied und auch über 400 m Hürden mit 55,39 s nicht über den Vorlauf hinauskam. Zudem verpasste er mit der namibischen 4-mal-400-Meter-Staffel mit 3:10,70 min den Finaleinzug. Anschließend schied er bei den Commonwealth Games in Birmingham mit 46,95 s und 51,73 s jeweils in der Vorrunde über 400 Meter und 400 m Hürden aus. 2024 schied er bei den Afrikaspielen in Accra mit 48,09 s im Halbfinale über 400 Meter aus und belegte mit der Mixed-Staffel über 4-mal 400 Meter in 3:30,00 min den achten Platz. Im Juni schied er bei den Afrikameisterschaften in Douala mit 51,47 s in der ersten Runde über 400 m Hürden aus.
2023 wurde Retief namibischer Meister im 400-Meter-Lauf sowie über 400 m Hürden.

## Persönliche Bestzeiten
- 400 Meter: 46,17 s, 30. April 2022 in Gaborone
- 400 m Hürden: 50,86 s, 26. April 2023 in Potchefstroom